# Alkaline Trio (album)
Alkaline Trio è una raccolta della band pop punk/emo Alkaline Trio, pubblicata il 18 aprile 2000 dalla Asian Man Records.

## Tracce
1. Goodbye Forever – 2:50
2. This Is Getting Over You – 4:47
3. Bleeder – 4:30
4. I Lied My Face Off – 4:09
5. My Friend Peter – 2:14
6. Snake Oil Tanker – 1:22
7. Southern Rock – 3:04
8. Cooking Wine – 2:19
9. For Your Lungs Only – 2:26
10. Exploding Boy (cover dei The Cure) – 2:57
11. Sun Dials – 3:43
12. Nose Over Tail – 2:35
13. '97 – 4:32

## Formazione
- Matt Skiba - voce, chitarra
- Dan Andriano - voce, basso (tracce 1-10)
- Glenn Porter - batteria
- Rob Doran - basso (tracce 10-13)